# Johann von der Berswordt

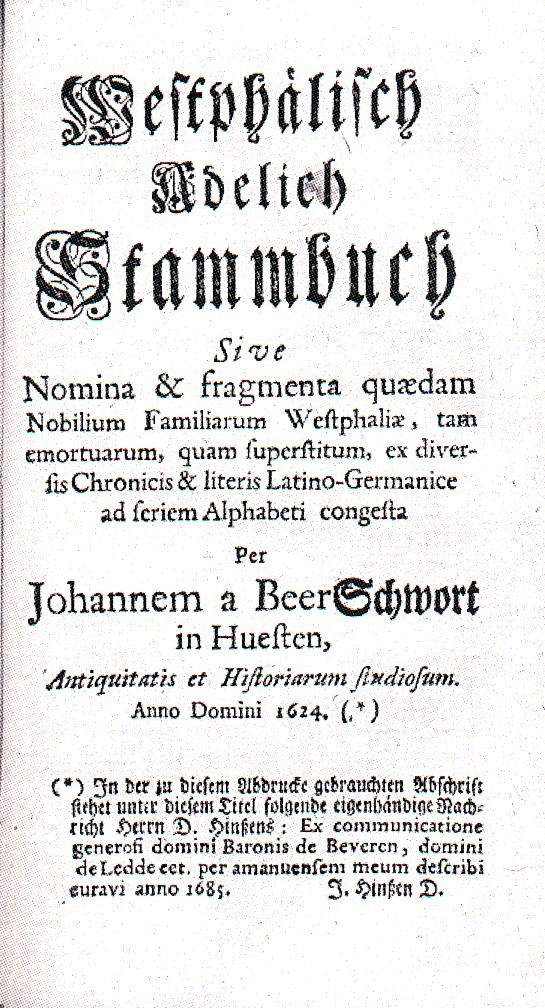
Titelblatt des „Westphälisch Adelich Stammbuch“ (Druckausgabe von 1742)

Johann von der Berswordt, Herr zu Hüsten  (* 1574 oder 1578 in Dortmund; † 24. Februar 1640 in Hüsten), war ein westfälischer Geschichtsschreiber.

## Leben und Werk
Berswordt war Sohn des gleichnamigen Vaters aus dem Geschlecht Berswordt und der Mutter Margarethe Mumm. Er war Besitzer von Haus Hüsten am Markt der gleichnamigen Gemeinde und des dazugehörigen Rittergutes. Berswordt erhielt wahrscheinlich eine gute Ausbildung und hat wohl studiert. Er heiratete 1604 in erster Ehe Margarete von Friesendorf. Mit dieser hatte er zwei Töchter. Seine Frau starb 1635. Seine zweite Tochter starb ein Jahr später. Im Jahr 1637 heiratete Berswordt Maria von Eickel zu Bruchhausen.
Er verfasste zunächst eine Chronik der westfälischen Geschichte. Diese „Historia Westphaliae“ war in lateinischer Sprache geschrieben. Es handelte sich um eine Zusammenstellung, die in Form von Annalen die Geschichte Westfalens seit Christi Geburt bis 1622 nachzeichnete. Das Werk erschien nicht im Druck und ist nur handschriftlich überliefert.
Außerdem war er Autor der Schrift „Westphälisch Adelich Stammbuch“, eines Stammbuchs des westfälischen Adels, an dem er 1624 zu arbeiten begann. Johann Dietrich von Steinen gab das Werk 1742 zusammen mit Hobbeling’s „Beschreibung des ganzen Stifts Münster“ als Beitrag zur westfälischen Geschichte im Druck heraus. Beide Werke wurden nicht vollendet.
Begraben ist er in der St.-Petri-Kirche in Hüsten. Sein Grab lag im Chor vor dem Sakramentshäuschen.

## Urteil der Nachwelt
Von Historikern des 19. Jahrhunderts wurde das Stammbuch eher gering geschätzt. Karl Kletke und Adolph Friedrich Johann Riedel werten das Werk als eine „magere, geistlose Kompilation, ohne Kritik, wie ohne Geschmack zusammengestellt.“ Indes billigen sie Berswordt zu, insbesondere für die Zeit, die er als Zeitgenosse miterlebt hatte, interessante Beiträge zur Sittengeschichte geliefert zu haben. Johann Suibert Seibertz urteilte: „...hinterließ mehrere Manuskripte über vaterländische Geschichte, welche sehr bedauern lassen, dass es seinem fleißigen Talent, bei dem damaligen Mangel an literarischen Verkehr, an Gelegenheit fehlte, sich vielseitiger zu versuchen.“